# Ekkrines Porom
Als Ekkrines Porom oder auch Akrospirom wird eine Gruppe gutartiger Tumoren mit geringem Entartungsrisiko bezeichnet. Sie bilden sich am dermalen und/oder intraepidermalen Schweißdrüsenausführungsgang.

## Klinik
Das Ekkrine Porom äußert sich als Hautfarbener oder rötlicher, glatter, derber solitärer Plaque oder Knoten mit einer Größe von etwa einem bis drei Zentimetern. Am häufigsten tritt der Tumor im Alter zwischen 30 und 60 Jahren auf und ist dabei zu circa 60 Prozent an der Fußsohle und Fußkante und zu ungefähr 20 Prozent auch an den Händen oder am Kopf vorzufinden.

## Histologie
Das Ekkrine Porom bildet breite Tumorstränge aus gleichförmigen, kleinen, kuboiden Zellen mit Verbindung zur Epidermis. Es kommen auch rein intraepidermal gelegene Formen des Ekkrinen Poroms vor, diese werden dann als Hidrakanthoma simplex bezeichnet.

## Differentialdiagnose
Differentialdiagnostisch sollten zum Ekkrinen Porom andere Adnextumoren in Betracht gezogen werden.

## Therapie
Die Therapie des Ekkrinen Poroms besteht in dessen Exzision.